# 道の駅うき
道の駅うき（みちのえき うき）は、熊本県宇城市にある熊本県道181号松橋停車場線の道の駅である。

## 施設
- 駐車場
  - 普通車：133台
  - 大型車：21台
  - 身障者用 : 4台
- トイレ
  - 男：7器
  - 女：8器
  - 多目的：1器
- サンサンうきっ子 宇城彩館
  - 農産物直売所
- 休憩所
  - 情報提供コーナー

## 休館日
- 1月1日 - 1月2日

## アクセス
- 熊本県道181号松橋停車場線 - 登録路線
  - 国道3号 松橋バイパス
  - 国道218号
  - 国道219号
  - E3 九州自動車道 18 松橋IC